# اپن‌داک
اپن‌داک یک استاندارد چارچوب نرم‌افزاری چند پلتفرمی منسوخ شده‌است که توسط اپل در دهه ۱۹۹۰ برای اسناد ترکیبی ایجاد شد و به عنوان جایگزینی برای پیوند و جاسازی اشیاء اختصاصی مایکروسافت (OLE) در نظر گرفته شده‌است. این یکی از اولین آزمایش‌های اپل با استانداردهای باز و روش‌های توسعه مشارکتی با شرکت‌های دیگر است. پس از سه سال توسعه در خود اپن‌داک، اولین محصول مبتنی بر اپن‌داک ، مرورگر وب CyberDog اپل در می ۱۹۹۶ بود. در سال ۱۹۹۲، اتحاد AIM بین اپل، آی‌بی‌ام و موتورولا راه اندازی شد. با بازگشت استیو جابز به اپل، اپن‌داک در مارس ۱۹۹۷ متوقف شد.